# الكشمة (دير الزور)
الكشمة هي قرية سورية تقع في ناحية العشارة من منطقة الميادين في محافظة دير الزور. بلغ عدد سكانها حسب احصاء 2004 (8749) نسمة.